# Bilo jednom u Hrvatskoj
Bilo jednom u Hrvatskoj je sedmi album hrvaškega pevca Marka Perkovića Thompsona, hkrati pa eden najbolje prodajanih albumov na Hrvaškem.
Izdan je bil leta 2006.

## Seznam skladb
1. Početak (6:44)
2. Dolazak Hrvata (4:46)
3. Duh ratnika (5:57)
4. Diva Grabovčeva (5:44)
5. Moj dida i ja (4:44)
6. Neka ni'ko ne dira u moj mali dio svemira (4:17)
7. Lipa Kaja (3:49)
8. Kletva kralja Zvonimira (5:14)
9. Ratnici svjetla (4:02)
10. Dan dolazi (5:42)
11. Tamo gdje su moji korijeni (3:56)
12. Sine moj (4:10)